# Trofeo ZSŠDI 2006
Il Trofeo ZSŠDI 2006, trentesima edizione della corsa e valida come evento dell'UCI Europe Tour 2006 categoria 1.2, si svolse il 5 marzo 2006 su un percorso di 138 km. Fu vinta dall'italiano Marco Bandiera che giunse al traguardo con il tempo di 3h27'02", alla media di 39,99 km/h.
Partenza con 173 ciclisti di cui 23 tagliarono il traguardo.

## Ordine d'arrivo (Top 10)
| Pos. | Corridore      | Squadra           | Tempo    |
| ---- | -------------- | ----------------- | -------- |
| 1    | Marco Bandiera | Zalf-Désirée-Fior | 3.27'02" |
| 2    | Breno Sidotti  | Marchiol          | s.t.     |
| 3    | Filippo Savini | Filmop            | s.t.     |
| 4    | Paweł Mikulicz | Norda-Atala       | s.t.     |
| 5    | Simon Špilak   | Adria Mobil       | s.t.     |
| 6    | Manolo Zanella | Zalf-Désirée-Fior | a 10"    |
| 7    | Jure Kocjan    | Radenska          | s.t.     |
| 8    | Michał Gołaś   | Norda-Atala       | s.t.     |
| 9    | Rudi Campa     | Filmop            | s.t.     |
| 10   | Borut Božič    | Perutnina Ptuj    | a 24"    |